# 3つのピアノ四重奏曲 (ベートーヴェン)
3つのピアノ四重奏曲 WoO36（3つのピアノしじゅうそうきょく WoO36）はルートヴィヒ・ヴァン・ベートーヴェンが1785年にピアノと弦楽のために作曲したピアノ四重奏曲。

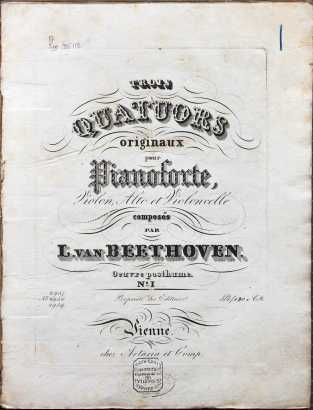
ベートーヴェン ピアノ四重奏 WoO36 表紙 (1828年初版)

## 概要
この作品はベートーヴェンの最初期のボン時代に作曲されたものであるが、ベートーヴェンの死後になって出版された。その際、その完成度の高さから14歳の作品とは思えず、フェルディナント・リースをふくむ音楽家たちを驚かせた。
この曲ではベートーヴェンの最初期の他の作品にも見られるように、全体的な楽章構成や調設定、テンポ、主題や和声構造などの多くの点にモーツァルトの影響が顕著に見られる。。また、後に最初の出版作品の2つとなるピアノ三重奏曲第1番、第2番、第3番 作品1と、ピアノソナタ第1番、第2番、第3番 作品2の中に、この曲の主題素材や楽節が取り出されている。

## 第1番 変ホ長調 WoO36-1
モーツァルトのヴァイオリンソナタ ト長調 K.379を手本にしていると言われている。

### 第1楽章
Adagio assai

### 第2楽章
Allegro con spirito

### 第3楽章
Cantabile

## 第3番 ハ長調 WoO36-3
モーツァルトのヴァイオリンソナタ ハ長調 K.296を手本にしていると言われている。